# Чемпионат Европы по тяжёлой атлетике 2005
Чемпионат Европы по тяжёлой атлетике 2005 года прошёл в столице Болгарии Софии с 19 по 24 апреля. В соревнованиях приняло участие 185 спортсменов из 30 стран. В неофициальном командном зачёте победу одержали спортсмены сборной России, завоевавшие 6 золотых и 4 серебряные медали.

## Медали

### Общий зачёт
(Жирным выделено самое большое количество медалей в своей категории; принимающая страна также выделена)
| Общее количество медалей |          |        |         |        |       |
| Место                    | Страна   | Золото | Серебро | Бронза | Всего |
| 1                        | Россия   | 6      | 4       | 0      | 10    |
| 2                        | Турция   | 4      | 3       | 0      | 7     |
| 3                        | Беларусь | 2      | 0       | 1      | 3     |
| 4                        | Болгария | 1      | 1       | 6      | 8     |
| 5                        | Украина  | 1      | 1       | 3      | 5     |
| 6                        | Латвия   | 1      | 0       | 0      | 1     |
| 7                        | Румыния  | 0      | 3       | 1      | 4     |
| 8                        | Польша   | 0      | 2       | 1      | 1     |
| 9                        | Испания  | 0      | 1       | 0      | 1     |
| 10                       | Армения  | 0      | 0       | 2      | 2     |
| 11                       | Литва    | 0      | 0       | 1      | 1     |
| Всего                    | Всего    | 15     | 15      | 15     | 45    |

## Медалисты

### Мужчины
| Категория                  | Золото                    | Серебро                    | Бронза                      |
| -------------------------- | ------------------------- | -------------------------- | --------------------------- |
| До 56 кг см. подробнее     | Седад Артуч Турция        | Эрол Бильгин Турция        | Виталий Дербенёв Белоруссия |
| До 62 кг см. подробнее     | Халиль Мутлу Турция       | Севдалин Минчев Болгария   | Адриан Жигэу Румыния        |
| До 69 кг см. подробнее     | Демир Демирев Болгария    | Ферит Сен Турция           | Мехмед Фикретов Болгария    |
| До 77 кг см. подробнее     | Танер Сагыр Турция        | Себастиан Догариу Румыния  | Иван Стойцов Болгария       |
| До 85 кг см. подробнее     | Руслан Новиков Белоруссия | Валериу Каланча Румыния    | Арсен Меликян Армения       |
| До 94 кг см. подробнее     | Хакан Йылмаз Турция       | Андрей Скоробогатов Россия | Константин Пилиев Украина   |
| До 105 кг см. подробнее    | Владимир Сморчков Россия  | Бюньямин Судаш Турция      | Рамунас Вышняускас Литва    |
| Свыше 105 кг см. подробнее | Виктор Щербатых Латвия    | Евгений Чигишев Россия     | Ашот Даниелян Армения       |

### Женщины
| Категория                 | Золото                        | Серебро                      | Бронза                       |
| ------------------------- | ----------------------------- | ---------------------------- | ---------------------------- |
| До 48 кг см. подробнее    | Светлана Ульянова Россия      | Ребекка Сирес Испания        | Донка Минчева Болгария       |
| До 53 кг см. подробнее    | Анастасия Новикова Белоруссия | Мариоара Мунтяну Румыния     | Наталья Троценко Украина     |
| До 58 кг см. подробнее    | Марина Шаинова Россия         | Александра Клейновска Польша | Мариета Готфрид Польша       |
| До 63 кг см. подробнее    | Светлана Шимкова Россия       | Доминика Мистерска Польша    | Гергана Кирилова Болгария    |
| До 69 кг см. подробнее    | Зарема Касаева Россия         | Ольга Киселёва Россия        | Наталья Давыдова Украина     |
| До 75 кг см. подробнее    | Светлана Подобедова Россия    | Валентина Попова Россия      | Румяна Петкова Болгария      |
| Свыше 75 кг см. подробнее | Виктория Шаймарданова Украина | Юлия Довгаль Украина         | Йорданка Апостолова Болгария |